# جولیانا گیل
جولیانا گیل (انگلیسی: Julianna Guill؛ زادهٔ ۷ ژوئیهٔ ۱۹۸۷) هنرپیشه اهل ایالات متحده آمریکا است. وی از سال ۲۰۰۴ میلادی تاکنون مشغول فعالیت بوده‌است.
از فیلم‌هایی که وی در آن نقش داشته است، می‌توان به جمعه سیزدهم، شبح و تابستان کاستاریکایی اشاره کرد.